# Targoviste (Bulgária)
Targoviste (bolgárul: Търговище, azaz "piactér") város Bulgáriában, Targoviste megye központja. A Preslav hegy északi lábánál, a Vrana folyó mindkét oldalán helyezkedik el. A város a fővárostól, Szófiától 335 km-re északkeletre található, illetve kb. 125 km-re Várnától és a bolgár tengerparttól. 2009 decemberében 37 375 lakosa volt.
Targoviste régi vásárvárosként ismert.

## Város
Első említése 1573-ból származik, az Oszmán Birodalom adónyilvántartásában, 1658-ban már közigazgatási központ volt. A 18. és 19. században az Eski Cuma ("régi bazár") nevű állat- és kézművespiacáról vált híressé. Egyházi iskolája a 18. századtól működött, csakúgy, mint az állami Szlavejkov Iskola, amelyet 1846-ban az óvárosban (Varosa) alapítottak, itt tanított az első jelentős bolgár költő Petko Szlavejkov, 
egy kultúrház (bolgárul: читалище csitaliste) is épült itt. Az ipari fejlődés a második világháború után indult meg. Akkumulátorgyár és élelmiszeripari gépgyár nyílt. Később a bútor- és textilipar is fejlődésnek indult. Itt található Bulgária egyik legnagyobb borüzeme. Targovistében működik Európa egyik legnagyobb üveggyára. Ezt 380 000 000 dollár beruházással építette a török Şişecam üvegipari nagyvállalat és 1500 alkalmazottja van.
A város kulturális központ. 2000-ben Targoviste mellett tárták fel Missionis (Мисионис) ókori római város romjait. A városi galéria Nikola Marinov híres bolgár képzőművészről kapta a nevét, aki itt született és jelentős gyűjteménye található a galériában.
A város többnemzetiségű, többségében bolgárok lakják, de jelentős a török és a roma kisebbség is. Két bolgár ortodox temploma van: Istenszülő Elszenderedése templom (1847) és a Rilai Szent János-templom, továbbá egy mecsete. A helyi labdarúgócsapat neve Szvetkavica („villám”), amelyik a bolgár élvonalban játszik. A város híres még a sportlövészeti hagyományairól. Drámai színháza és bábszínháza is van.

## Lakosság
| Targoviste                                                                        | Targoviste | Targoviste | Targoviste | Targoviste | Targoviste | Targoviste | Targoviste | Targoviste | Targoviste | Targoviste | Targoviste | Targoviste | Targoviste |
| --------------------------------------------------------------------------------- | ---------- | ---------- | ---------- | ---------- | ---------- | ---------- | ---------- | ---------- | ---------- | ---------- | ---------- | ---------- | ---------- |
| Év                                                                                | 1887       | 1910       | 1934       | 1946       | 1956       | 1965       | 1975       | 1985       | 1992       | 2001       | 2005       | 2007       | 2009       |
| Lakosságszám                                                                      | 8 519      | 9 388      | 10 343     | 10 561     | 14 193     | 25 502     | 38 827     | 46 522     | 43 016     | 40 775     | 38 390     | 37 861     | 37 375     |
| Források: Bolgár Statisztikai Hivatal, „Citypopulation.de“, „Pop-stat.mashke.org“ |            |            |            |            |            |            |            |            |            |            |            |            |            |

## Kistérség
Targoviste a Targoviste kistérség közigazgatási központja, Targoviste megye öt városának egyike. Targovistén kívül, amely városi ranggal rendelkezik (bolgárul: град, fonetikusan: grad), a közigazgatási egységhez még 51 falu státuszú település tartozik (bolgárul: село, fonetikusan: szelo).